# Prostitución en Afganistán
La prostitución en Afganistán es ilegal, cuyas condenas varían de entre 5 a 15 años de prisión . A pesar de que Afganistán es profundamente religioso y es uno de los países más conservadores del mundo, donde las relaciones sexuales fuera del matrimonio son delito, se han reportado algunas actividades de prostitución en su capital, Kabul, así como en la ciudad de Mazar-e-Sharif, ubicada al norte del país.
Un número reducido de mujeres provenientes de Irán, Filipinas, Pakistán, Tayikistán, China, y Uganda y otros países son ''importadas'' para la prostitución hacia Afganistán. Según el departamento de delitos sexuales del Ministerio del Interior afgano, de entre 2 a 3 arrestos por prostitución se han realizado cada semana en el país, durante el período 2007-2008.
Bajo el anterior régimen de los talibanes, la prostitución existió clandestinamente en Kabul pese a estar prohibida por el gobierno, el cual se guiaba en una visión muy estricta de la Sharia. Los informes de Melissa Ditmore en la Enciclopedia de la Prostitución y del Trabajo Sexual que durante ese período, aumentó el tráfico de mujeres para el comercio sexual. Las prostitutas trabajaban en su mayoría dentro de residencias llamadas Qalas, y en Kabul existieron entre 25 y 30 burdeles clandestinos.

## Legalidad y consecuencias
Practicar la prostitución está en contra de la ley, cuyos castigos varían entre 5 a 15 años de cárcel, y 80 latigazos si el/la responsable es soltero/a. Las prostitutas casadas son condenadas bajo los cargos de adulterio bajo el código penal afgano y sentenciadas a la pena de muerte. La prostitución fue prohibida de forma mucho más estricta durante el régimen talibán, y aquellos que realizaban relaciones sexuales extramaritales arriesgan ser asesinados de forma extrajudicial por fundamentalistas e islamistas culturales.

### Riesgos extrajudiciales
- En julio de 2008, dos mujeres afganas que habían sido acusadas de liderar un servicio de prostitución secreta y trabajaban para la policía, fueron asesinadas por los talibanes en la provincia de Ghazni, a pesar de que tanto las autoridades locales como el ejército estadounidense en el área habían afirmado que las mujeres eran inocentes.[12]
- Dos mujeres afganas acusadas de prostitución fueron asesinadas a tiros en julio de 2010.[13]

## Dinámica
La prostitución en el país se debe en gran parte a la pobreza y al desplazamiento humano. La prohibición de que las mujeres pudieran trabajar por el régimen talibán, dio paso a que los hijos de muchas familias salieran a la calle a comerciar para ganarse la vida. Según el Informe de Trata de Personas de 2010 desde la Embajada de EE. UU. en Kabul, las mujeres de Irán, Tayikistán, China, posiblemente Uganda y otros países son forzadas a la prostitución en Afganistán.
Se cree que mujeres provenientes de Tayikistán han sido víctimas de trata de personas hacia Afganistán y otros países para su explotación sexual. Las mujeres iraníes víctimas de tráfico son trasladadas desde Afganistán hacia Pakistán. De acuerdo a los informes, se obligaba a mujeres, niños y niñas entre los refugiados de la guerra a prostituirse de manera forzada, y también se reportó de que algunas de estas familias habían vendido a sus hijos.
El número de las prostitutas en Afganistán es reducido. Un informe realizado por la Universidad de Manitoba en 2007, sugiere que haber alrededor de 900 prostitutas mujeres en Kabul, ciudad que posee un total de 3 millones de habitantes. El Programa Conjunto de las Naciones Unidas sobre el VIH/sida estima que existen 12 500 mujeres en el país en 2016. Aproximadamente entre 2 a 3 arresto por prostitución fueron realizados cada semana entre el período 2007-2008 en Afganistán, de acuerdo con el departamento de delitos sexuales del Ministerio del Interior del país.

Según las tradiciones afganas, la vergüenza de la prostitución es tan grande, que quienes participan en estas prácticas son usualmente asesinados por los numerosos extremistas religiosos que abundan en el país o, incluso, por sus propios familiares.
"La prostitución está en todos los países en donde existe la pobreza, y existe en Afganistán. Pero la sociedad tiene gafas negra e ignora estos problemas. La tradición es honor, y si hablamos de estos tabúes, debemos de romper la tradición." 
Tras cuatro años de redadas policiales, se redujo el número de burdeles a 3, según Reuters, para una clientela internacional de altos ingresos, ya que los clientes afganos no son aceptados o, según USA Today, para en su mayoría hombres afganos.
"Hay 200 de nosotras aquí en Kabul, no salimos mucho. Llevó dos años aquí, la paga es buena. No pensamos irnos de aquí."
La patrones más poderosos tienden a veces, a explotar sexualmente a los bailarines.

## La "Maldición del 39"
La ''maldición del 39'' es una creencia de algunas partes de Afganistán de que el número 39 está maldito o es una señal de vergüenza, ya que está vinculado a la prostitución.
La causa de la indeseabilidad del número es incierta, pero se ha afirmado ampliamente de que está asociado con un proxeneta, que presuntamente vive en la ciudad occidental de Herat, quién fue apodado "39" después de su matrícula de su carísimo automóvil y el número de su departamento. Se dice que el número se traduce a morda-gow, que literalmente significa "vaca muerta" pero es un término muy conocido para referirse a un proxeneta. Otros han culpado a oficiales de policía corruptos por difundir el rumor, con el fin de cobrar entre $200 y $500 dólares para cambiar una matrícula ''39''.
Las placas de matrículas que vengan con ese número son vistas de forma tan indeseable que los vehículos y departamentos que lo poseen virtualmente no están a la venta en la capital, Kabul. Los conductores de estos vehículos han informado haber sido víctima de burlas y abusos por parte de peatones y otros conductores, y algunos han tenido que modificar sus matrículas para cubrir el número. Uno de esos conductores, Zalmay Ahmadi, dijo en The Guardian: "Cuándo conduzco los demás autos encienden sus luces, tocan sus bocinas, y la gente me señala. Ahora todos mis compañeros me llaman Coronel 39".

## Tráfico sexual
Afganistán es un país origen, tránsito y destino para mujeres y niños sometidos al tráfico sexual. El tráfico interno es más prevalente que el internacional. Algunas familias afganas venden a sus hijos, sabiendo que estos serán explotados sexualmente, incluyendo al bacha bazi, cuyos postores incluyen funcionarios del gobierno y fuerzas de seguridad. Hay informes de que funcionarios de la ley, fiscales y jueces aceptan sobornos o utilizan sus relaciones con los perpetradores del bacha bazi, como forma de escapar de su condena. Los repatriados afganos, pakistaníes e iraníes y los afganos que se desplazan en el país, son víctimas potenciales del tráfico sexual.
Hombres, mujeres, y niños afganos a menudo pagan a intermediarios para que los ayuden a encontrar trabajo, principalmente en Irán, Pakistán, India, Europa, o América del Norte; algunos de estos intermediarios obligan a sus clientes a prostituirse. Chicas y mujeres afganas están sometidas a tráfico de sexo principalmente en Pakistán, Irán, e India. Hubo reportes de mujeres y niñas provenientes de las Filipinas, Pakistán, Irán, Tayikistán, Sri Lanka, y China que han sido sometidas al tráfico sexual en Afganistán.
La Oficina del Monitoreo y Combate al Tráfico de Personas del Departamento de Estado de los Estados Unidos, posicionó a Afganistán como un país de ''nivel 2''.